# Холмс, Энди
Эндрю Джереми «Энди» Холмс (англ. Andrew Jeremy ("Andy") Holmes, 15 октября 1959, Лондон — 24 октября 2010, Лондон) — британский гребец (академическая гребля), двукратный олимпийский чемпион и двукратный чемпион мира. Член ордена Британской империи.
Родился в Аксбридже (Большой Лондон). Окончил высшую школу Latymer Upper School. На Олимпийских играх 1984 и 1988 годов выиграл 2 золота (четвёрки и двойки распашные).
Кроме Олимпийских игр становился чемпионом и призёром чемпионатов мира 1986—1987 годов. Энди Холмс также дважды завоевал первое место на Играх Содружества 1986 года.
Умер в 2010 году в возрасте 51 года от лептоспироза.